# CANT Z.506
CANT Z.506 – włoski wodnosamolot pasażerski, bombowy i rozpoznawczy. Zaprojektowany i zbudowany w wydziale lotniczym stoczni Cantieri Riuniti dell’Adriatico (CRDA) w Monfalcone koło Triestu.

## Historia

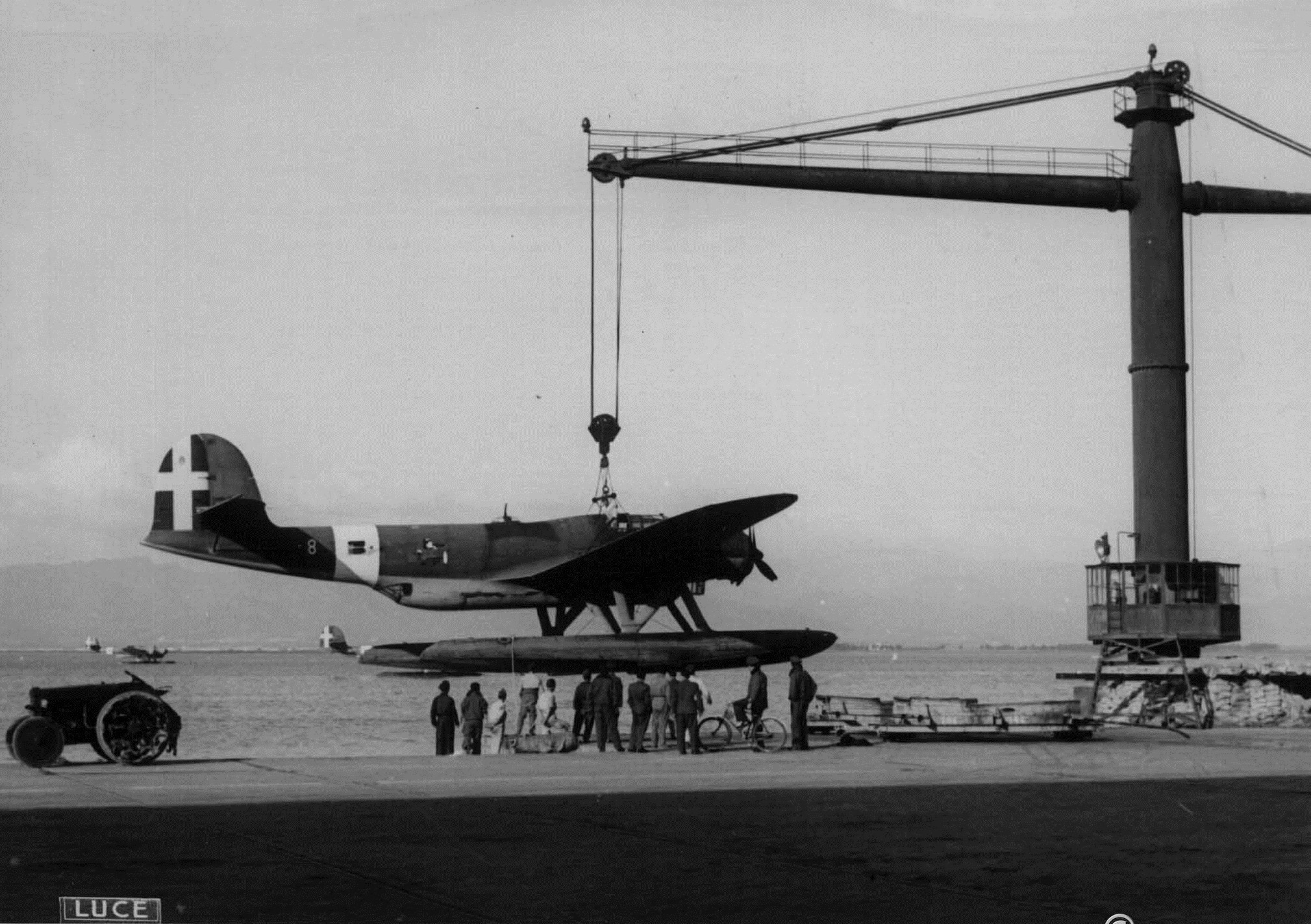
Podnoszenie samolotu CANT Z.506

W 1935 roku w wydziale lotniczym stoczni CRDA inż. Filippo Zappata opracował nowy wodnosamolot, początkowo w wersji szybkiego samolotu pasażerskiego, który oznaczono jako CANT Z.506A. Samolot ten został oblatany w dniu 19 sierpnia 1935 roku. Ponieważ spełniał on założone osiągi, podjęto ich produkcję.
W 1936 roku dowództwo włoskiej marynarki wojennej zwróciło się o zbudowanie wersji wojskowej wodnosamolotu CANT Z.506, podjęto wtedy pracę nad taką konstrukcją, którą oznaczono jako CANT Z.506B. Oblot tego samolotu nastąpił w lipcu 1936 roku i po wykonaniu niezbędnych badań rozpoczęto ich produkcję.
W późniejszym okresie opracowano jeszcze wersje Z.506Bs i Z.506S.
Wersje samolotu CANT Z.506:
- Z.506A – wersja pasażerska, wyprodukowano 38 egzemplarzy
- Z.506B Airone (pol. Czapla) – wersja wojskowa, samolot bombowy i torpedowy, wyprodukowano 324 egzemplarze
- Z.506Bs – wersja wojskowa, samolot rozpoznawczy, do osłony konwojów i ratowniczy, wyprodukowano 23 egzemplarze
- Z.506S – wersja specjalna dla ratownictwa morskiego, wyprodukowano 5 egzemplarzy

## Użycie w lotnictwie
Samoloty CANT Z.506B zostały użyte przez lotnictwo włoskie w 1938 roku biorąc udział w walkach w czasie hiszpańskiej wojny domowej po stronie frankistów.
Po wybuchu II wojny światowej samoloty brały udział w walkach na Morzu Śródziemnym. Po zakończeniu wojny ocalałe egzemplarze były używane w lotnictwie włoskim do 1959 roku.

## Użycie w lotnictwie polskim
W listopadzie 1937 roku przebywająca we Włoszech delegacja Kierownictwa Marynarki Wojennej podjęła rozmowy w wytwórni CRDA na temat zakupu samolotu dla Morskiego Dywizjonu Lotniczego. Strona włoska przyjęła warunki i wyraziła zgodę na wprowadzenia części wyposażenia produkcji polskiej.
W dniu 30 lipca 1938 roku podpisano umowę na dostarczenie do Polski 6 samolotów CANT Z.506B, przy czym dostawy miały się odbywać w trzech terminach po 2 samoloty od 26 czerwca 1939 roku do 26 lipca 1939 roku.
Do Polski dotarł tylko jeden z tych samolotów, który przyleciał w dniu 27 sierpnia 1939 roku z Włoch do Pucka, przez Jugosławię, Węgry i Słowację. Samolot był uzbrojony, lecz zgodnie z przepisami międzynarodowymi podczas przelotu nad państwami obcymi nie miał na pokładzie amunicji.
W dniu 1 września 1939 roku po zbombardowaniu bazy Morskiego Dywizjonu Lotniczego w Pucku, postanowiono ewakuować samolot w głąb kraju. Wystartował on w dniu 2 września 1939 roku, udając się początkowo do Modlina, lecz zmuszony był wodować na Wiśle koło Kozienic. Następnie w dniu 6 września został przebazowany na jezioro Siemień koło Parczewa, gdzie w dniu 11 września 1939 roku został zniszczony w czasie nalotu samolotów niemieckich.

## Opis konstrukcji
Samolot CANT Z.506B był trójsilnikowym dolnopłatem wolnonośnym, wodnosamolotem pływakowym o konstrukcji drewnianej. Skrzydła półskorupowe pokryte grubą sklejką. Kadłub skorupowy o pokryciu z listewek oklejonych płótnem. Kabina załogi zakryta. Usterzenie drewniane pokryte częściowo sklejką, częściowo płótnem. Podwozie pływakowe z pływakami wykonanymi z duraluminium, wsparte zestrzałami o skrzydła i kadłub. Napęd: trzy silniki gwiazdowe. Śmigła trójłopatowe metalowe o zmiennym w locie skoku.